# 圣弗里舒
圣弗里舒（法語：Saint-Frichoux，法語發音：[sɛ̃ fʁiʃu] ⓘ）是法国奥德省的一个市镇，位于该省中北部，属于卡尔卡松区。

## 地理
圣弗里舒（43°15'6"N, 2°33'8"E）面积6.33 平方千米，位于法国奧克西塔尼大區奥德省，该省份为法国南部沿海省份，北起塔恩省，西北接上加龙省，西接阿列日省，南至东比利牛斯省，东临地中海，东北与埃罗省接壤。
与圣弗里舒接壤的市镇（或旧市镇、城区）包括：艾格维沃、洛尔米内尔瓦、尔约米内尔瓦。

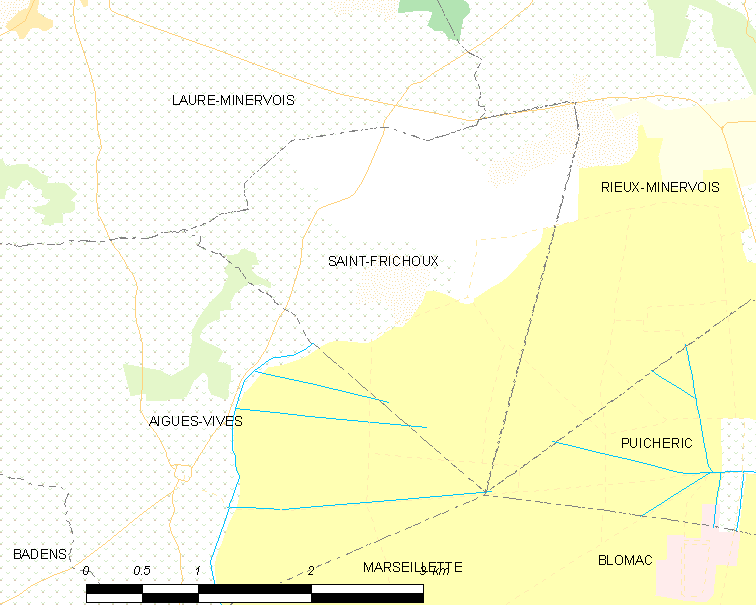
圣弗里舒的OSM定位图

圣弗里舒的时区为UTC+01:00、UTC+02:00（夏令时）。

## 行政
圣弗里舒的邮政编码为11800，INSEE市镇编码为11342。

## 政治
圣弗里舒所属的省级选区为上密涅瓦县。

## 人口

1962-2008年间圣弗里舒人口变化图示

圣弗里舒于2022年1月1日时的人口数量为225人。